# Met grote macht komt grote verantwoordelijkheid
Met grote macht komt grote verantwoordelijkheid (Engels: With great power comes great responsibility), ook gekend als het Peter Parker-principe is een door Stan Lee bedacht spreekwoord in zijn stripboeken van Spider-Man. Het eerste concept ervan dateert echter van 1793, ten tijde van de Franse Revolutie. Het spreekwoord wordt gebruikt door journalisten en auteurs, in de politiek, in monarchisch taalgebruik, door de politie, in openbare veiligheid en in de media.